# Sascha Roßmüller

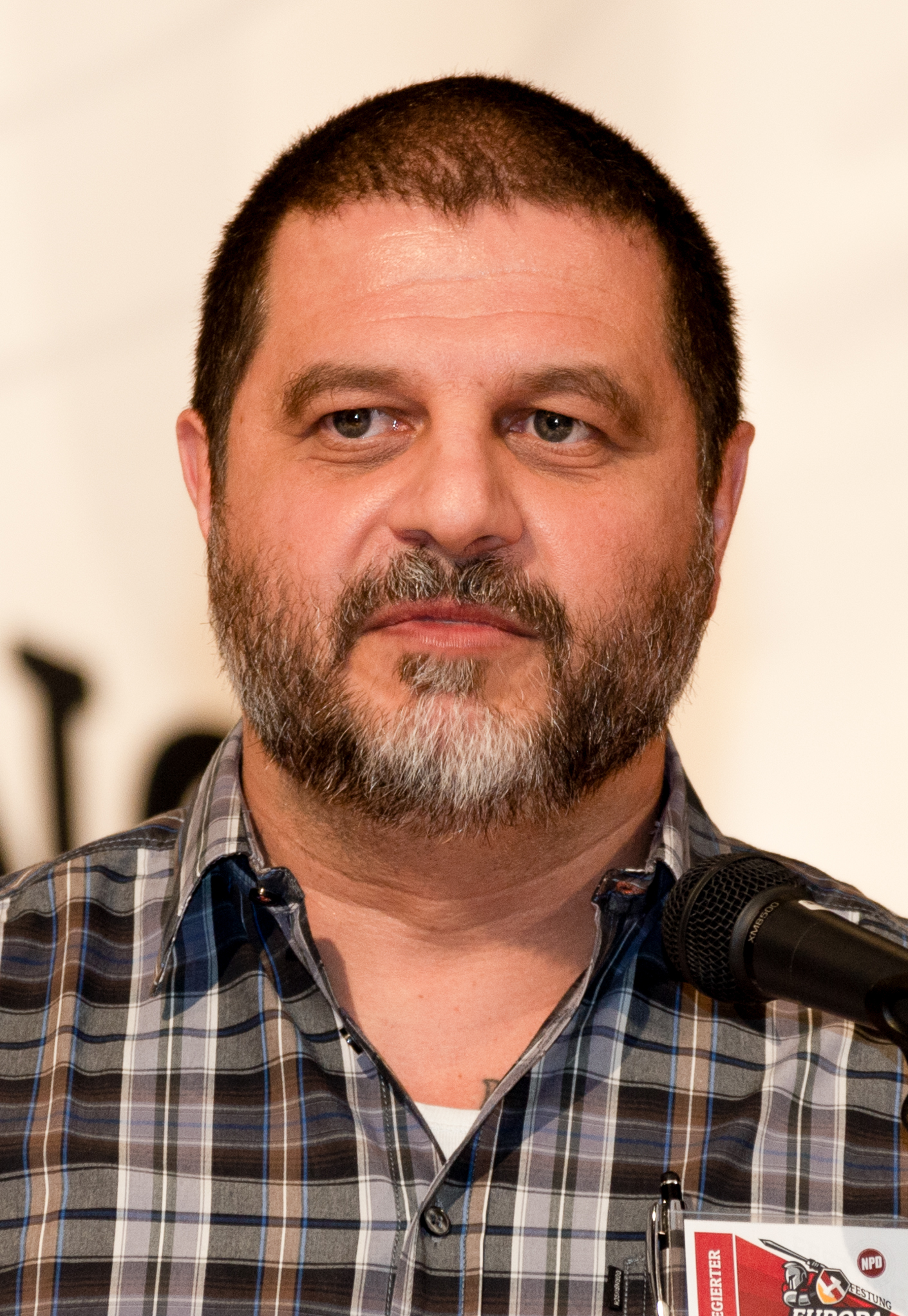
Sascha Roßmüller, 2018

Sascha Alfred Roßmüller (* 15. Dezember 1972 in Straubing) ist ein deutscher Politiker der neonazistischen Partei Die Heimat, die bis 2023 den Namen NPD trug, und Bundesvorstandsmitglied der Partei. Zudem gehört er der Führungsriege des Regensburger Bandidos-Chapters an.

## Funktionär der „Jungen Nationaldemokraten“ (JN)
Sascha Roßmüller wurde als 17-jähriger Schüler und während seiner Ausbildung zum Landschaftsgärtner in der rechtsextremen Szene aktiv. 1991 war er Gründungsmitglied des fast ausschließlich in Bayern aktiven und am 7. Juni 1993 verbotenen Nationalen Blocks. Roßmüller war auch Kreisvorsitzender des Nationalen Blocks. Roßmüller absolvierte 1993 sein Abitur am wirtschaftswissenschaftlichen Zweig des Anton-Bruckner-Gymnasiums in Straubing. Seine Politikerkarriere begann er 1995 mit dem Eintritt in die NPD-Jugendorganisation Junge Nationaldemokraten. Bereits 1996 wurde er in den JN- und NPD-Landesvorstand Bayern gewählt. Roßmüller publizierte im JN-Organ „Aktivist“, in dem JN-nahen Blatt „Einheit und Kampf“ und ist als Redakteur für die NPD-Zeitung „Deutsche Stimme“ tätig. Nachdem er 1997 Stellvertreter des JN-Bundesvorsitzenden Holger Apfel wurde, war er von April 1999 bis November 2002 selbst Bundesvorsitzender. In der Rede zu seiner Wahl als JN-Chef auf dem Bundeskongress am 10. April 1999 in Klingenberg/Bayern kündigte er einen sozialrevolutionären Kurs in konstruktiv-kritischer Loyalität zur Mutterpartei an.

## Funktionär und Wahlkandidat der NPD

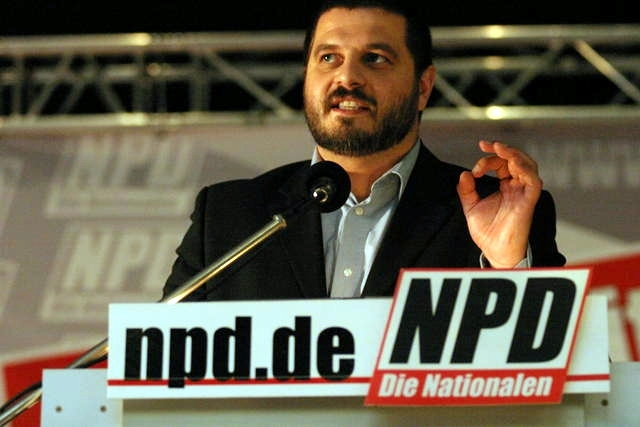
Sascha Roßmüller

1994 kandidierte Roßmüller erstmals für die NPD zu den Landtagswahlen in Bayern. Unter seiner Beteiligung als hauptamtlicher Landesgeschäftsführer der NPD Bayern (1997 bis 2005) traten 1999 mehrere Personen mit österreichischer Staatsangehörigkeit in die NPD ein, wobei die Neumitglieder dem NPD-Landesverband Bayern zugeordnet wurden. Seit März 2000 ist Roßmüller gewähltes Mitglied im NPD-Parteivorstand und seit 2004 Mitarbeiter der NPD-Landtagsfraktion im Sächsischen Landtag. Hier ist er wie im NPD-Bundesvorstand mit Schwerpunkt für Wirtschaftspolitik zuständig. Am 12. November 2006 wurde Roßmüller zum stellvertretenden Parteivorsitzenden gewählt. Auf dem NPD-Bundesparteitag 2009 kandidierte Roßmüller nicht mehr erneut für den Parteivorstand und bekleidet innerhalb der Partei seitdem nur mehr das Amt eines stellvertretenden Landesvorsitzenden in Bayern, zu dem er 2010 wiedergewählt wurde.
Ab November 2010 gehörte er als externes Mitglied der Enquete-Kommission des Sächsischen Landtages „Strategien für eine zukunftsorientierte Technologie- und Innovationspolitik im Freistaat Sachsen“ an, deren Abschlussbericht am 27. März 2013 erschien.

## Kontroversen

### Todesdrohungen
Mit seiner Äußerung »Dereinst werden ›Andere‹ in Nürnberg hängen« anlässlich einer Demonstration in Nürnberg bedrohte Roßmüller politische Gegner mit dem Tode. Der Bayerische Verfassungsschutz sieht in der Wahl von Roßmüller eine Unterstreichung der neonazistischen Ausrichtung der Jugendorganisation der NPD.

### Auftritt im Bayerischen Rundfunk
Bei der bayerischen Landtagswahl am 28. September 2008 war Roßmüller Spitzenkandidat seiner Partei, die auf 1,2 % kam. Knapp zwei Wochen vor der Wahl lief im Bayerischen Rundfunk eine Sendung, die die Spitzenkandidaten der zur Wahl antretenden Parteien behandelte. Sein Auftritt sorgte im Anschluss für einen Eklat; der ÖDP-Spitzenkandidat Bernhard Suttner, der unmittelbar danach an der Reihe war, kritisierte die Moderatoren der Sendung, da diese seiner Meinung nach die Antworten Roßmüllers zu unkritisch behandelt hatten. Suttner weigerte sich daraufhin, die Ziele seiner Partei wiederzugeben, und verließ das Studio nach rund vier Minuten. „Das Bayerische Fernsehen hat Herrn Roßmüller ermöglicht, sich als Wolf im Schafspelz darzustellen. Durch die Befragung wurde die Gefährlichkeit dieses Drahtziehers der Rechtsextremisten nicht herausgearbeitet. Einem Demokraten bleibt nichts anderes übrig, als sich so einem Vorgang zu entziehen. Lieber verzichte ich auf die Darstellung meiner Partei, als mich in so ein Sendeformat zwingen zu lassen“, so Suttner.

### Entzug der Gewerbeerlaubnis
Am 1. August 2013 bestätigte das Verwaltungsgericht Regensburg den Entzug der Erlaubnis für das Bewachungsgewerbe in Rain, den das Landratsamt Straubing-Bogen am 31. Oktober 2012 gegen Roßmüller verhängt hatte, vornehmlich wegen dessen Mitgliedschaft im Chapter der Bandidos, denen die Beteiligung an kriminellen Aktivitäten vorgeworfen wird.
Anfang 2016 wurde Roßmüller wegen seiner Beteiligung an einer gewalttätigen Auseinandersetzung im Rockermilieu im Jahr 2010 zu einer Geldstrafe in Höhe von 1.600 Euro verurteilt.